# Trichostomum bifidum
Trichostomum bifidum là một loài rêu trong họ Pottiaceae. Loài này được (Brid.) Brid. mô tả khoa học đầu tiên năm 1819.